# Gävleborg
Gävleborg (szw. Gävleborgs län) – jeden ze szwedzkich regionów administracyjnych (län). Siedzibą władz regionu (residensstad) jest Gävle.

## Geografia
Region administracyjny Gävleborg położony jest w południowej części Norrland i obejmuje krainy historyczne (landskap) Gästrikland i Hälsingland oraz niewielką część Dalarna. Graniczy z regionami administracyjnymi Uppsala, Dalarna, Jämtland oraz Västernorrland.

## Gminy i miejscowości

### Gminy
Region administracyjny Gävleborg podzielony jest na 10 gmin:
| - Bollnäs (26 343) - Gävle (98 190) - Hofors (9 463) - Hudiksvall (36 925) - Ljusdal (18 978) - Nordanstig (9 500) - Ockelbo (5 762) - Ovanåker (11 417) - Sandviken (37 647) - Söderhamn (25 455) |

Uwagi: W nawiasie liczba mieszkańców; stan na 30 września 2014 r.

### Miejscowości
Lista 10 największych miejscowości (tätort-er) regionu administracyjnego Gävleborg (2010):
| #  | Miejscowość | Gmina      | Liczba mieszkańców (2010) |
| -- | ----------- | ---------- | ------------------------- |
| 1  | Gävle       | Gävle      | 71 033                    |
| 2  | Sandviken   | Sandviken  | 22 965                    |
| 3  | Hudiksvall  | Hudiksvall | 15 015                    |
| 4  | Bollnäs     | Bollnäs    | 12 842                    |
| 5  | Söderhamn   | Söderhamn  | 11 761                    |
| 6  | Valbo       | Gävle      | 7 065                     |
| 7  | Hofors      | Hofors     | 6 681                     |
| 8  | Ljusdal     | Ljusdal    | 6 230                     |
| 9  | Edsbyn      | Ovanåker   | 3 985                     |
| 10 | Iggesund    | Hudiksvall | 3 362                     |